# Catalina de Brandeburgo
Catalina de Brandeburgo (en alemán: Katharina von Brandenburg; en húngaro: Brandenburgi Katalin; Königsberg, 26 de mayo de 1602-Schöningen, 27 de agosto de 1644) fue una noble alemana, perteneciente a la Casa de Hohenzollern. Portó el título de princesa de Transilvania de 1629 a 1630, y luego fue princesa de Sajonia-Lauenburgo por su segundo matrimonio.

## Biografía
Era la cuarta y última hija del elector Juan Segismundo I de Brandeburgo y de la duquesa Ana de Prusia. Era la hermana menor del futuro elector Jorge Guillermo I de Brandeburgo. Se casó el 2 de marzo de 1626 con Gabriel Bethlen, príncipe de Transilvania. De esta unión nacieron tres hijos que fallecieron a temprana edad. Antes de la muerte de su marido, la Gran Asamblea de Transilvania la escogió como su sucesora. De esta forma, ocupó el trono del principado desde el 15 de noviembre de 1629 hasta el 21 de septiembre de 1630. Posteriormente, Catalina decidió abdicar a favor de su cuñado, Esteban Bethlen, por su inclinación al catolicismo, sus amoríos con el conde Istvan Csáky, y su incapacidad para imponerse en las disputas por el trono. En 1633, se convirtió al catolicismo. Regresó a Alemania, donde se casó en 1639 con el príncipe Francisco Carlos de Sajonia-Lauenburgo. De su segundo matrimonio no tuvo descendencia.